# Фьодор Успенски
Фьодор Иванович Успенски (на руски: Фёдор Иванович Успенский) е руски историк-византолог и археолог.

## Биография
Роден е през 1845 г. През 1866 г. завършва Костромската семинария, а през 1867 – 1872 г. – Историко-филологическия факултет на Санктпетербургския университет. През 1874 г. защитава магистърска теза, а през 1879 г. – докторска дисертация на тема: „Образуване на Второто българско царство“.
В периода 1879 – 1894 г. е доцент и професор в Новорусийския университет в Одеса. От 1894 до 1914 г. е директор на основания от него Руски археологически институт в Константинопол и е главен редактор на „Известия Руского археологического института в Константинополе“, където публикува много от своите статии.
Ръководи археологически и исторически експедиции в различни части на Османската империя – Мала Азия, Македония, Сирия, Палестина, както и в България и Сърбия (1908). От 1893 г. Ф. Успенски е член-кореспондент на Петербургската академия на науките, а от 1900 г. – академик.
Фьодор Успенски има значителен принос за развитието на българската археология и медиевистика. Заедно с Карел Шкорпил прави първите разкопки край село Абоба, като потвърждава локализацията на Шкорпил на средновековна Плиска. През 1905 г. провежда разкопки и в Преслав. Изследва Самуиловия надпис от 993 г, надписите и стенописите в редица търновски църкви, Боянската църква, тракийски могили. През 1928 г. е избран за чуждестранен член на БАН.
През 1915 – 1928 г. е главен редактор на „Византийский временник“:с. 195. Автор е на тритомна история на Византийската империя (1913 – 1948).
Ф. Успенски е сред най-видните представители на позитивистичната школа в руската историография. Преобладаваща част от трудовете му са посветени на обществено-политическата и културна история на Византия и отчасти на мястото на славяните в историческото развитие на империята. Според него византийският обществен модел се крепи на 3 стълба: селската община, православието и силната императорска власт. Децентрализацията и упадъкът на селската община според Успенски са в основата на упадъка на империята и на нейната гибел.

## Съчинения
- Византийский писатель Никита Акоминат из Хонь, Санкт Петербург 1874 (магистърска теза)
- Образование Второго Болгарского царства, Одесса 1879 (същото в: Записки Императорского Новоруссийского университета, 27, 1879, с. 97 – 416)
- Значение византийской и южнославянской пронии, Санкт Петербург 1883 (същото в: Сборник статей по славяноведению в честь В.И. Ламанского, Санкт Петербург, 1901, с. 1 – 32)
- Византийские землемеры. Наблюдения по истории сельского хозяйства, Одесса 1888
- Русь и Византия в Х веке, Одесса 1888
- Византийские владения на северном берегу Черного моря в IX – Х век, Киев 1889
- Очерки по истории Византийской образованности, Санкт Петербург 1891
- История Византийской империи, т.I (Санкт Петербург 1913, второ издание – Москва 1996), т. II (Ленинград 1927, второ издание – Москва 1997), т. III (Москва 1948, второ издание – 1997)
- История крестовых походов. — СПб.: Брокгауз- Ефрон, 1901. — 170 с. (2-е изд.: М.: Дарь, 2005. — 352 с.) с превод на български Успенский, Фьодор. История на кръстоносните походи.   София, Мария Арабаджиева, 2007. ISBN 9545843411. с. 275.